# فيليب هارت (سياسي)
فيليب هارت (بالإنجليزية: Philip Hart) هو محامي وسياسي أمريكي، ولد في 10 ديسمبر 1912 في الولايات المتحدة، وتوفي في 26 ديسمبر 1976 في نفس البلد. حزبياً، نشط في الحزب الديمقراطي. وقد انتخب نائب حاكم ميشيغان ‏ (1955 – 1959) وانتخب عضو مجلس الشيوخ الأمريكي عن دائرة ميشيغان (3 يناير 1959 – 26 ديسمبر 1976).